# Katja Ebbinghaus
Katja Ebbinghaus (Karlsruhe, Alemanya Occidental, 6 de gener de 1948) també coneguda pel seu nom de soltera Katja Burgemeister, és una extennista de l'Alemanya Occidental.
Va arribar a disputar una final de Grand Slam en dobles femenins al Roland Garros (1974), fent parella amb Gail Chanfreau. També va ser habitual amb l'equip d'Alemanya Occidental en la Copa Federació, arribant a disputar les semifinals en dues ocasions.
Es va casar amb Dieter Ebbinghaus però es van divorciar al cap de pocs anys. Posteriorment es va traslladar a Múnic i Hamburg.

## Torneigs de Grand Slam

### Dobles: 1 (0−1)
| Resultat  | Núm. | Any  | Torneig       | Parella        | Oponents                  | Marcador      |
| --------- | ---- | ---- | ------------- | -------------- | ------------------------- | ------------- |
| Finalista | 1.   | 1974 | Roland Garros | Gail Chanfreau | Chris Evert Olga Morozova | 4−6, 6−2, 1−6 |

## Palmarès

### Individual: 4 (1−3)
| Títols per superfície |
| --------------------- |
| Dura (0−0)            |
| Gespa (0−0)           |
| Terra batuda (1−1)    |
| Moqueta (0−2)         |

| Resultat   | Núm. | Data                 | Torneig                 | Superfície   | Oponent         | Marcador      |
| ---------- | ---- | -------------------- | ----------------------- | ------------ | --------------- | ------------- |
| Guanyadora | 1.   | 17 de juliol de 1972 | Kitzbühel, Àustria      | Terra batuda | Marijke Jansen  | 7−5, 6−3      |
| Finalista  | 1.   | 26 de març de 1973   | Nova York, Estats Units | Moqueta (i)  | Chris Evert     | 0−6, 4−6      |
| Finalista  | 2.   | 7 d'octubre de 1974  | Tòquio, Japó            | Moqueta (i)  | Maria Bueno     | 6−3, 4−6, 3−6 |
| Finalista  | 3.   | 11 de juliol de 1977 | Kitzbühel               | Terra batuda | Renáta Tomanová | 3−6, 5−7      |

### Dobles: 9 (4−5)
| Títols per superfície |
| --------------------- |
| Dura (0−0)            |
| Gespa (0−1)           |
| Terra batuda (4−4)    |

| Resultat   | Núm. | Data                   | Torneig                      | Superfície   | Parella            | Oponents                       | Marcador      |
| ---------- | ---- | ---------------------- | ---------------------------- | ------------ | ------------------ | ------------------------------ | ------------- |
| Guanyadora | 1.   | 5 d'abril de 1971      | Montecarlo, Mònaco           | Terra batuda | Betty Stöve        | Lucia Bassi Lea Pericoli       | 6−4, 6−3      |
| Finalista  | 1.   | 26 de juliol de 1971   | Hilversum, Països Baixos     | Terra batuda | Trudy Groenman     | Christina Sandberg Betty Stöve | 1−6, 2−6      |
| Guanyadora | 2.   | 17 de juliol de 1972   | Kitzbühel, Àustria           | Terra batuda | Heide Schildknecht | Mandy Morgan Lucia Sarno       | 6−0, 6−1      |
| Finalista  | 2.   | 3 de juny de 1974      | Roland Garros, França        | Terra batuda | Gail Chanfreau     | Chris Evert Olga Morozova      | 4−6, 6−2, 1−6 |
| Guanyadora | 3.   | 18 de novembre de 1974 | Buenos Aires, Argentina      | Terra batuda | Helga Masthoff     | Beatriz Araujo Raquel Giscafré | 6−0, 6−1      |
| Guanyadora | 4.   | 12 d'abril de 1976     | Montecarlo (2)               | Terra batuda | Helga Masthoff     | Rosie Darmon Gail Chanfreau    | 6−3, 7−5      |
| Finalista  | 3.   | 12 de juliol de 1976   | Kitzbühel                    | Terra batuda | Heidi Eisterlehner | Helen Anliot Mimi Wikstedt     | 4−6, 6−2, 5−7 |
| Finalista  | 4.   | 15 de maig de 1978     | Hamburg, Alemanya Occidental | Terra batuda | Helga Masthoff     | Mima Jaušovec Virginia Ruzici  | 4−6, 7−5, 0−6 |
| Finalista  | 5.   | 20 de novembre de 1978 | Christchurch, Nova Zelanda   | Gespa        | Sylvia Hanika      | Lesley Hunt Sharon Walsh       | 1−6, 5−7      |

## Trajectòria

### Individual
| Open d'Austràlia | A  | A  | A  | A  | A  | A  | A  | A | QF | A  | A  | A  | 0 / 1 | 4 − 1  |
| Roland Garros | 1R | 2R | 2R | QF | QF | QF | 1R | A | 2R | 2R | 2R | A  | 0 / 9 | 16 − 9 |
| Wimbledon | A  | A  | 2R | 1R | 1R | A  | A  | A | 3R | 3R | 1R | 1R | 0 / 6 | 3 − 6  |
| US Open | A  | A  | A  | A  | A  | 3R | QF | A | 1R | 1R | 1R | A  | 0 / 4 | 6 − 4  |
| Llegenda: G: Guanyadora; F: Finalista; SF: Semifinalista; QF: Quarts de final; Q: Qualificació; A: Absent; RR: Round Robin |    |    |    |    |    |    |    |   |    |    |    |    |       |        |

### Dobles
| Open d'Austràlia | A  | A  | A  | A  | A  | A  | A | A | 1R | A  | A  | 0 / 1 | 0 − 1  |
| Roland Garros | 2R | 1R | A  | 2R | QF | F  | A | A | 2R | 2R | 1R | 0 / 7 | 11 − 7 |
| Wimbledon | A  | A  | 2R | 1R | 3R | A  | A | A | A  | A  | A  | 0 / 3 | 3 − 3  |
| US Open | A  | A  | A  | A  | A  | 1R | A | A | A  | A  | A  | 0 / 1 | 0 − 1  |
| Llegenda: G: Guanyadora; F: Finalista; SF: Semifinalista; QF: Quarts de final; Q: Qualificació; A: Absent; RR: Round Robin |    |    |    |    |    |    |   |   |    |    |    |       |        |